# 狮子山 (南京)
狮子山，是南京市鼓楼区的一处丘陵，因山形如狮而得名。东晋时晋元帝命名为卢龙山。海拔77米，属幕府山余脉。明代建静海寺、天妃宫，21世纪初建阅江楼。